# Mumiebrunt

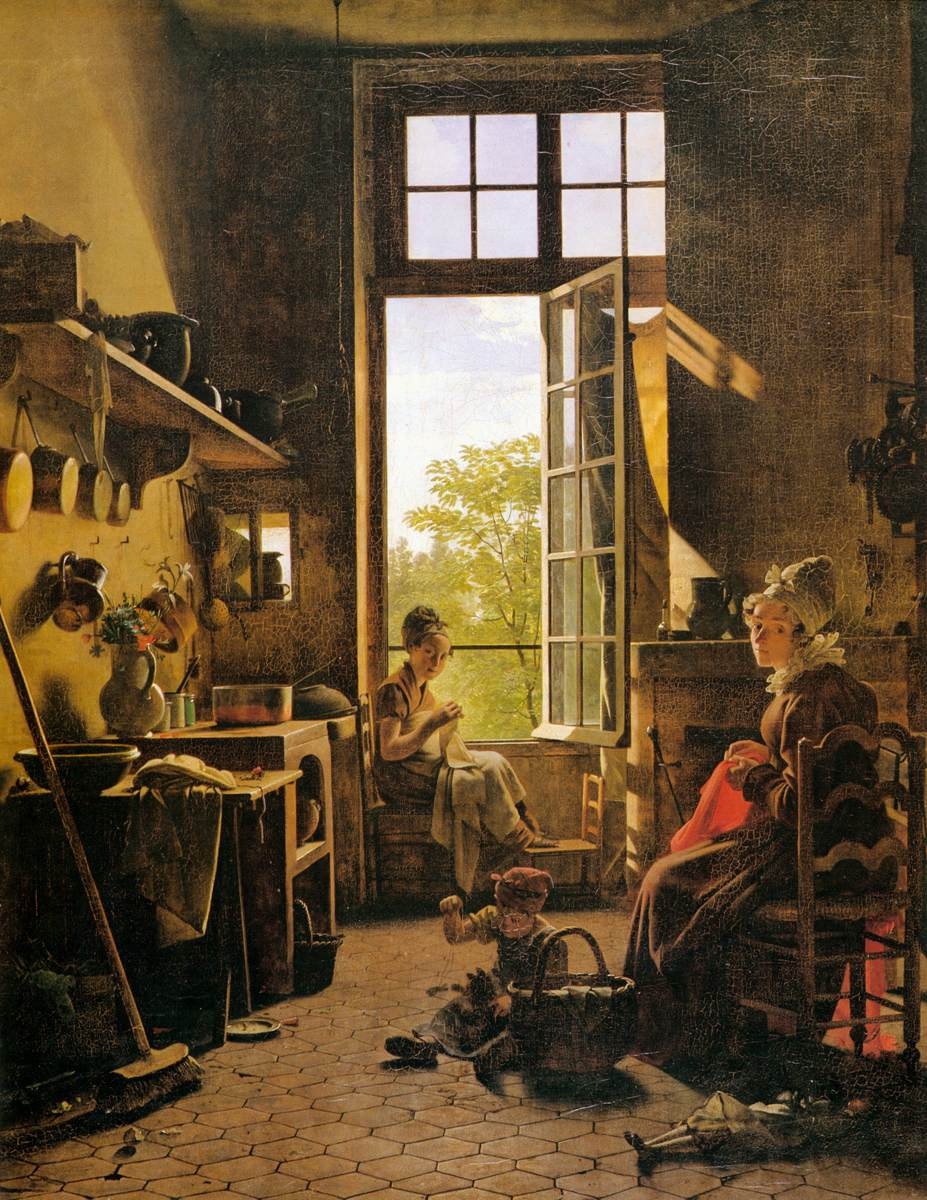
Intérieur d'une cuisine (köksinteriör) (detalj). Martin Drölling sägs ha använt mycket mumiebrunt i denna oljemålning från 1815.

Mumiebrunt, även kallat egyptiskt brunt, är ett pigment som från 1500-talet och in på 1800-talet framställdes från malda delar av egyptiska mumier i en blandning med hartser. Det rödbruna pigmentet, ibland med en dragning åt lila, har även kallats caput mortuum ("dödskalle"), vilket dock betecknar ett annat pigment idag.

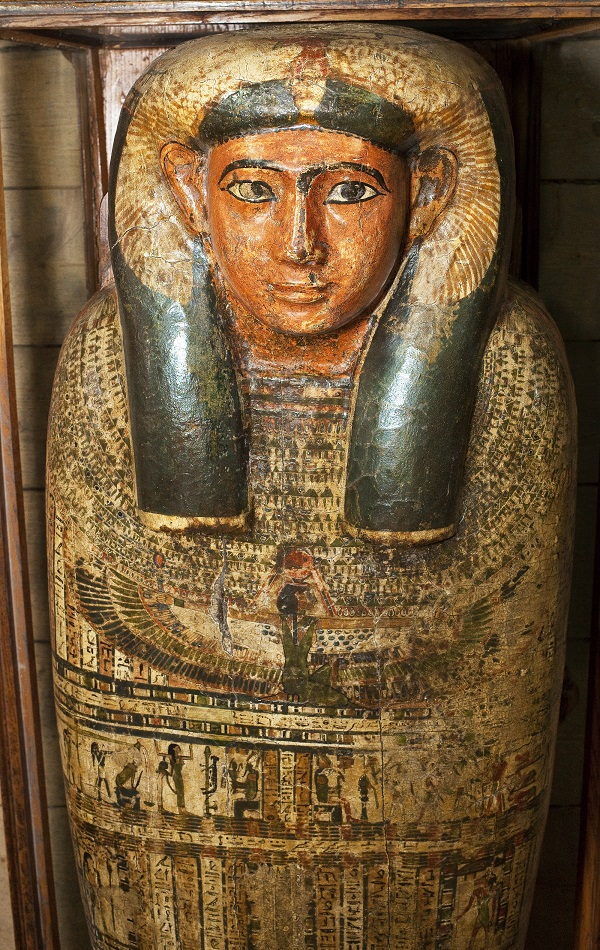
Den egyptiska mumien Shep en Hor i sin kista

Bitumen (även kallat asfalt) skulle ingå i ett riktigt framställt mumiebrunt. Det användes i vissa fall vid balsameringen av mumier i det forntida Egypten, men bruket varierade. Pigmentet fick mycket kritik för sin otillförlitlighet och när det under slutet av 1800-talet till slut uppfattades som alltför oetiskt med färg som innehöll mumiedelar, blev det snart ersatt av andra pigment.
Mumiebrunt av det gamla slaget gick att få tag på en bit in på 1900-talet, men mumiebrunt som säljs idag får sin färg från olika järnoxider.